# Football Club Tucson
FC Tucson, é um clube de futebol da cidade de Tucson, Arizona.  Disputa atualmente a USL League One.

## História

### Fundação: 2010-2011
O clube foi fundado em 2010 com o objetivo de criar eventos de pré-temporada para os times da Major League Soccer. Sua primeira partida oficial foi ocorreu pela Desert Diamond Cup, competição organizada pela clube, contra o New York Red Bulls no dia 04 de março de 2011. No dia 15 de dezembro de 2011 a equipe anunciou que iria entrar na na Premier Development League.

### Premier Development League: 2012-Atual
Sua primeira temporada na Premier Development League foi a temporada de 2012. Na primeira fase da competição a equipe ficou em segundo lugar da primeira fase, atrás apenas do Ventura County Fusion. Nos playoffs a equipe perdeu para o Seattle Sounders FC U-23 por 3x2 e foi eliminado da competição.
Em 2013 a equipe disputou pela primeira vez a U.S. Open Cup. Na primeira fase passou pelo Phoenix FC após uma vitória de 2x1, na segunda fase a equipe eliminou o San Antonio Scorpions nos pênaltis.Na terceira fase porém foi eliminado pelo Houston Dynamo pelo placar de 2x0. Já na PDL, a equipe foi eliminada na primeira fase ao ficar em quinto lugar e não se classificou aos playoffs.
No ano de 2014 a PDL criou uma nova divisão das montanhas, e o Tucson em sua primeira temporada nessa divisão já terminou em primeiro. Nos playoffs foi eliminado pela Kitsap Pumas. Em 2015 fica novamente em primeiro da divisão das monhanha, porém nos playoffs foi eliminado pelo Seattle Sounders FC U-23.
Em 2016 termina em primeiro da divisão das monhanha, porém é eliminado nos playoffs para o Calgary Foothills FC.

## Clássicos

### Southwestern Showdown
O Southwestern Showdown é um clássico entre FC Tucson e o Albuquerque Sol FC. Assim como os outros clássicos do futebol nos Estados Unidos, o clássico é em formato de copa e o maior vencedor do clássico do ano recebe uma taça.

## Desert Diamond Cup
O Desert Diamond Cup é uma competição amistosa realizada pelo FC Tucson todo ano durante a pré-temporada, sempre com equipes convidadas da Major League Soccer.